# 梁國 (漢朝)
梁國，中国汉朝诸侯王国。
汉初，汉高帝将秦朝的砀郡封给了彭越，彭越之後，高帝第五子刘恢为梁王。吕后又封吕产、刘太为梁王。西汉时，梁国包括八县：砀县 、甾县、杼秋县、蒙县、已氏县、虞县（今虞城）、下邑县（今安徽省砀山）、睢阳县（今商丘市）。三万八千七百九户，十万六千七百五十二口。
汉文帝继位後，四子刘揖、次子刘武先后为梁王，刘武传九王，王莽时断绝，改为陈定郡，新朝末东汉初刘永为梁王。
汉明帝以第七子刘畅为梁王，传六王。东汉梁国包括九县：下邑县、睢阳县、虞县、砀县、蒙县、谷熟县、鄢县、宁陵县、薄县。八万三千三百户，四十三万一千二百八十三口。属于豫州。东汉末年曾有豫州刺史郭贡驻守，后被军阀曹操占领，后来曹操之子曹丕建立曹魏，取消了东汉梁国。

## 長官

### 王
- 第一次册封
  - 梁王彭越，前202年－前196年在位
- 第二次册封 
  - 梁王刘恢，前196年－前181年在位
- 第三次册封
  - 梁王（吕王）吕产，前181年－前180年在位
- 第四次册封
  - 梁王刘太，前180年在位
- 第五次册封 
  - 梁怀王刘揖，前178年－前169年在位
- 第六次册封 
  - 梁孝王刘武，前169年－前143年在位
  - 梁恭王刘买，前143年－前136年在位
  - 梁平王刘襄，前136年－前96年在位
  - 梁贞王刘毋伤，前96年－前85年在位
  - 梁敬王刘定国，前85年－前45年在位
  - 梁夷王刘遂，前45年－前39年在位
  - 梁荒王刘嘉，前39年－前24年在位
  - 梁王刘立，前24年－5年在位
  - 梁王刘音，公元5年－10年在位
- 更始朝及東漢初割據政權
  - 梁王刘永，23年－25年在位
  - 梁王刘纡，27年－29年在位
- 第七次册封
  - 梁节王刘畅，72年－99年在位
  - 梁恭王刘坚，99年－125年在位
  - 梁怀王刘匡，125年－136年在位
  - 梁夷王刘成，136年－165年在位
  - 梁敬王刘元，165年－181年在位
  - 梁王刘弥，181年－221年在位

### 相
- 酈商（高帝時）
- 王恬啟（前184年－？）
- 軒丘豹（前150年在任）
- 褚大（元封年間）
- 張武（宣帝時）
- □禹（永始年間）
- 劉章（建武年間，太守）
- 甄承（章帝時）
- 張□（和帝時）
- 袁良（131年之前）
- 任昉，字文始（桓帝初）
- 費汎，字仲慮（桓帝時）
- 王璋，字伯儀（165年在任）
- 沈□（182年之前）
- 張琰，字稚珪（中平年間）
- 袁渙（建安年間）
- 羅懷（東漢時）[1]